# Östgöta Enskilda Bank
Östgöta Enskilda Bank ("El banco individual de Östgöta") fue un banco comercial sueco que desde 1997 es propiedad de Danske Bank. Los bancos en las provincias de Estocolmo y Östergötland se llamaron "Östgöta Enskilda Bank" á mayo de 2011, cuando cambió nombre á "Danske Bank".

## Historia
El banco fue fundado en 1837 como Öst-Götha-Bank en Linköping. El obispo Johan Jacob Hedrén fue el director del banco. En 1846 el nombre fue cambió á Östgötha Enskilda Bank y en 1856 á Östergötlands Enskilda Bank.
El 28 de mayo de 1999 el banco de Kisa en Östergötland fue robado y después del robo dos policías fue asesinados en el pueblo Malexander, véase Asesinatos de Malexander.